# 阿畑
阿畑（あばた）は、愛知県長久手市の地名。

## 歴史

### 地名の由来
当地は高燥の地であり、乾燥に強いアワが栽培されており、そこから「アワバタ」と命名されたとみられる。

### WEB
1. ↑  “愛知県長久手市の町丁・字一覧”.   人口統計ラボ. 2024年7月26日閲覧。
2. ↑  “読み仮名データの促音・拗音を小書きで表記するもの(zip形式) 愛知県” (zip).   日本郵便 (2024年2月29日). 2024年3月26日閲覧。
3. ↑  “市外局番の一覧” (PDF).   総務省 (2022年3月1日). 2022年3月22日閲覧。
4. ↑  “ナンバープレートについて”.   一般社団法人愛知県自動車会議所. 2024年1月21日閲覧。

### 書籍
1. ↑  小林元 2002, p. 目次.
2. ↑  小林元 2002, p. 217.